# Eiko Matsuda
Eiko Matsuda (松田暎子, Matsuda Eiko) (Yokohama, Prefectura de Kanagawa, Japó, 18 de maig de 1952 – Tòquio, Ib, 9 de març de 2011) va ser una actriu i model japonesa activa en la dècada dels 70.

## Primers anys
Nascuda a la ciutat de Yokohama, Prefectura de Kanagawa, Japó. Com a adolescent es va matricular a l'escola femenina Soshin Gakuin però va abandonar-la el 1968 per a estudiar actuació en el teatre; «Tenjō Sajiki» fundat per l'escriptor Shūji Terayama, sota el nom artístic primari de Mako Ichikawa.

## Carrera
En 1970 és convidada pel director Yasuharu Hareba a participar en la pel·lícula Stray Cat Rock Machine Animal, seguida del film Jack no irezumi. Tanmateix, temps després enfocaria la seva carrera com a model per a una agència situada a Los Angeles, Estats Units, que es va prolongar per diversos anys.

## Ai no korīda
Cap a 1976 va reprendre la seva carrera com a actriu en el rodatge de la controversial pel·lícula: Ai no korīda dirigida per Nagisa Ōshima, interpretant el paper de la cortesana Sada Abe, que li va llançar a la fama per filmar escenes de sexe explícit reals al costat de l'actor Tatsuya Fuji. Convertint-la en una de les cintes més censurades de l'època a nivell mundial.
Entre 1977 i 1979 es va mantenir activa en produccions del gènere Pinku eiga de les quals destaquen títols com Doberman Cop de Kinji Fukasaku. La seva última participació com a actriu es va fer en la pel·lícula francesa Cinq et la peau de 1982, retirant-se posteriorment del món de l'espectacle.

## Últims anys i mort
Allunyada de la vida pública i a causa de l'hermetisme en la seva vida personal no va tornar a saber-se res sobre ella per més de 20 anys, fins que va ser fotografiada en la Xina durant un festival de cinema a la qual va ser convidada. No obstant això, es desconeix la data exacta en què es va prendre la foto.
La premsa japonesa va donar a conèixer que Matsuda va morir en Tòquio el 9 de març de 2011 a causa d'un tumor cerebral.

## Filmografia
| Filmografia | Filmografia                     |
| Data        | Títol                           |
| ----------- | ------------------------------- |
| 1970        | Nora-neko rokku: Mashin animaru |
| 1970        | Jack no irezumi                 |
| 1976        | Ai no korīda                    |
| 1977        | Ōoku ukiyo-buro                 |
| 1977        | Doberuman deka                  |
| 1977        | Seibo Kannon daibosatsu         |
| 1978        | Pinku saron: Kôshoku gonin onna |
| 1979        | Sochō no kubi                   |
| 1982        | Cinq et la peau                 |